# Nienke Kingma
Nienke Kingma (Driebergen, 12 februari 1982) is een Nederlands roeister. Ze vertegenwoordigde Nederland op diverse internationale wedstrijden bij verschillende roeidisciplines. Ze nam tweemaal deel aan de Olympische Spelen en won in 2012 een bronzen medaille met de vrouwen acht.

## Biografie

### OS 2004 (Athene)
Kingma begon met roeien in het jaar 1999 bij ASR Nereus. Daar roeide ze in de eerstejaarsdames 2002 en in 2004 maakte ze de overstap naar de Nederlandse equipe. In het beginstadium van de vrouwen acht (die brons haalde op de Olympische Spelen Athene) haalde Kingma de selectie niet.

### OS 2008 (Peking)
In 2005 nam Kingma een jaar rust om in 2006 op het WK in de vierzonder stuurvrouw haar comeback te maken. Daar haalde ze samen met Laura Posthuma, Roline Repelaer van Driel en Femke Dekker de vijfde plaats in de finale. In 2007 werd er weer een nieuwe vrouwen acht gemaakt en haalde Kingma wederom de selectie niet en was ze reserve met Helen Tanger (slagvrouw Bronzen Athene Acht) en werden ze negende bij de wereldkampioenschappen in München. De vrouwen acht slaagde er niet in om zich direct te kwalificeren voor de Olympische Spelen van Peking wat resulteerde in een open selectie voor het jaar 2008. Kingma wist dat jaar een plek te bemachtigen. Via het kwalificatietoernooi kwalificeerde de vrouwen acht zich nog op de valreep voor de Olympische Spelen. Daar behaalde Kingma samen met Ester Workel, Annemiek de Haan, Sarah Siegelaar, Helen Tanger, Annemarieke van Rumpt, Roline Repelaer van Driel, Marlies Smulders en Femke Dekker de zilveren medaille.

### OS 2012 (Londen)
Op de wereldkampioenschappen roeien 2009 behaalde Kingma een bronzen medaille bij de vrouwen acht en goud in de vier zonder. Een jaar later wist ze bij de Europese kampioenschappen 2010 in Portugal in de acht een zilveren medaille te behalen, en werd ze met Chantal Achterberg, Carline Bouw en Femke Dekker wereldkampioene bij de vier zonder stuurvrouw. Deze titel wist ze een jaar later met dezelfde samenstelling in de boot te prolongeren. In 2012 wist Kingma zich met de vrouwen acht te kwalificeren voor de Olympische Zomerspelen 2012 in Londen. De kwalificatie werd afgedwongen met en vijfde plaats bij de wereldkampioenschappen in Bled. De Nederlandse boot behaalde in de olympische series een vierde plaats met 6.18,98. Bij de herkansing werd een tijd behaald van 6.15,05 waarna de Nederlandse ploeg alsnog mocht starten in de finale. Daar werd een bronzen medaille behaald.
Kingma woont in Amsterdam en is lid van roeivereniging A.S.R. Nereus. Ze studeerde bouwkunde aan de Hogeschool van Amsterdam en ging daarna planologie studeren aan de Universiteit van Amsterdam. Kingma werkte onder andere drie jaar bij het Ministerie van Volkshuisvesting, Ruimtelijke Ordening en Milieubeheer als beleidsmedewerker sport. Sinds 2015 werkt ze bij NOC-NSF.

## Titels
- Nederlands kampioene (Vier zonder stuurman) - 2004, 2006
- Wereldkampioene (Vier zonder stuurvrouw) - 2009, 2010

## Palmares

### Dubbel twee
- 2009: 8e Wereldbeker in Estany

### Twee zonder stuurvrouw
- 2007: 12e Wereldbeker in Linz
- 2007: 11e Wereldbeker in Amsterdam
- 2007: 7e Wereldbeker in Luzern
- 2007: 9e WK in München
- 2011:  Wereldbeker in München

### Vier zonder stuurvrouw
- 2003: 8e WK onder 23 jaar in Belgrado
- 2006: 5e WK in Eton
- 2009:  Wereldbeker in Luzern
- 2009:  WK in Poznan
- 2010:  WK in Karapiro Lake

### Acht met stuurvrouw
- 2004: 4e Wereldbeker in München
- 2006: 4e Wereldbeker in München
- 2006: 4e Wereldbeker in Luzern
- 2008: 4e Wereldbeker in München
- 2008: 4e Wereldbeker in Luzern
- 2008:  Olympische Spelen van Beijing
- 2009:  Wereldbeker in Luzern
- 2009:  WK in Poznan
- 2010:  Wereldbeker in Bled
- 2010:  Wereldbeker in Luzern
- 2010:  EK in Montemor-o-Velho
- 2010: 5e WK in Karapiro Lake
- 2011:  Wereldbeker in München
- 2011:  Wereldbeker in Luzern
- 2011: 5e WK in Bled
- 2012: 4e Wereldbeker in München
- 2012:  Olympische Spelen van Londen

Femke Dekker · 
Annemiek de Haan · 
Nienke Kingma · 
Roline Repelaer van Driel · 
Annemarieke van Rumpt · 
Sarah Siegelaar · 
Marlies Smulders · 
Helen Tanger · 
Ester Workel (stuurvrouw)
Chantal Achterberg · 
Claudia Belderbos · 
Carline Bouw · 
Sytske de Groot · 
Annemiek de Haan · 
Nienke Kingma · 
Roline Repelaer van Driel · 
Jacobine Veenhoven · 
Anne Schellekens (stuurvrouw)